# Skarbimir (palatyn)
Skarbimir herbu Awdaniec (zm. 16 kwietnia, przed 1132) – możnowładca polski, wychowawca, a następnie doradca i palatyn Bolesława III Krzywoustego.

## Życiorys
Przypuszcza się, że w 1079 roku wraz z ojcem towarzyszył wygnanemu na Węgry królowi Bolesławowi II Szczodremu. Do Polski Michał Stary i Skarbimir mieli powrócić w 1086 roku z Mieszkiem, synem Szczodrego. Po śmierci Mieszka, otrutego w 1089 roku Awdańcy stanęli w opozycji do palatyna Sieciecha.
Aktywny politycznie już za rządów Władysława Hermana. Z jego inicjatywy doszło do porozumienia między Bolesławem i jego bratem Zbigniewem, oraz do zwołania wiecu we Wrocławiu. Tam złożył przysięgę obu synom Władysława Hermana, zatwierdził usunięcie z urzędu Wojsława, opiekuna nieletniego Bolesława i podjął decyzję o zorganizowaniu wyprawy przeciwko posiadającemu realną władzę w państwie palatynowi Sieciechowi. W efekcie Skarbimir został głównym doradcą Bolesława, a po śmierci Władysława Hermana objął urząd palatyna w księstwie małopolsko-śląskim.
W 1103 z ramienia Krzywoustego pertraktował z księciem czeskim Borzywojem II, który – występując jako sojusznik Zbigniewa – wraz ze Świętopełkiem najechał Śląsk. Skarbimir popierał antyczeską politykę, zapewne nie bez jego udziału zorganizowano wyprawę przeciw południowemu sąsiadowi w 1105. Miał duże wpływy i bił nawet własną monetę. Według Długosza książę mianował go w roku 1106 wojewodą krakowskim. Pozostał wiernym sługą księcia Bolesława Krzywoustego do roku 1117, kiedy w niewyjaśnionych okolicznościach wystąpił przeciwko Bolesławowi, za co został ukarany oślepieniem.
Bunt ten historycy wiążą niekiedy z ustawą sukcesyjną Krzywoustego. Problem z zasadą dziedziczenia pojawił się w 1115 roku, kiedy urodził się Leszek, pierwszy syn Krzywoustego z drugiego małżeństwa. Skarbimir miał być przeciwny statutowym regulacjom spraw dziedziczenia i uważał, że o wyborze następcy tronu powinna decydować elita możnowładztwa. Prawdopodobnie odmówił złożenia przysięgi na wierność postanowieniom ustawy, co doprowadziło do usunięcia go z urzędu. Palatyn miał wtedy rozpocząć wojnę z księciem. Nie uzyskał w niej sojuszników i został pokonany. Takie tłumaczenie tła buntu jest jedynie hipotezą ze względu na brak materiałów źródłowych.
Wysuwano także inne, choć mniej popularne domysły: ambicje możnowładcze, porozumienie Skarbimira z Pomorzanami i ruskim księciem Wołodarem (tak Stanisław Zakrzewski) albo z wielkim księciem kijowskim Włodzimierzem Monomachem, zazdrość Krzywoustego o popularność palatyna (tak Jerzy Dowiat).
Pod koniec 1121 roku Piotr Włostowic został pozbawiony godności palatyna, którą ponownie objął Skarbimir. Powrót do czołówki polskich możnowładców potwierdza fakt, że otwiera wykaz świeckich dostojników na dokumencie legata Idziego z Tusculum (wydany między 1123 a 1125 rokiem) oraz w lubińskiej Księdze brackiej.

## Życie prywatne
Był synem Michała Skarbka z Góry, komesa, fundatora klasztoru benedyktynów w Lubinie, tudzież bliskim krewnym Michała Młodszego. O żonie Skarbimira wiadomo tylko tyle, że zmarła najpóźniej w 1121 roku. Skarbimir miał najprawdopodobniej siedmiu synów: Jaszczołta, Skarbimira, Przedwoja, Henryka, Szczedrzyka, Michała i Pakosława. Przypuszcza się, że jego córką była „Lachowica” (Polka), która w 1124 roku poślubiła Wsiewołoda Dawidowicza, księcia muromskiego. Drugą prawdopodobną córką Skarbimira była żona komesa Włosta, rodzonego lub stryjecznego brata Piotra Włostowica.
Skarbimir zmarł 16 kwietnia (datę dzienną przekazał Nekrolog lubiński). Data roczna nie jest znana – wiadomo, że zmarł za panowania Bolesława III Krzywoustego, ponieważ w momencie śmierci tego władcy palatynem był już Piotr Włostowic. Sądzi się, że Włostowic pełnił urząd wojewody już w 1132 roku, stąd datuje się zgon Skarbimira najpóźniej na 1131 rok.